# Flotila austro-ungară de Vistula
Flotila austro-ungară de Vistula  (în germană K.u.K. Weichselflottille) a Imperiului Austro-Ungar a operat pe Vistula în Primul Război Mondial, având baza în Galiția austriacă.

## Apariție
Folosindu-se de navele cu zbaturi Krakow și Wawel, Marina Imperială Austro-Ungară a creat o flotilă pe Vistula încă din 1889, la care în 1897 s-au adăugat remorcherul cu zbaturi Kristyna, nava de pasageri cu aburi Dunajec și micile nave cu zbaturi Wilga și Iskra. În 1910, flotilei i s-au adăugat navele Melsztyn, Wanda, Kopernik și Tyniec.
În contextul crizei balcanice din 1912, în luna noiembrie 1912 Austro-Ungaria a înarmat vasele cu aburi Wawel (cu 4 tunuri Hotchiss de calibrul 37 mm și 2 mitraliere de calibrul 8 mm), Melsztyn și Koperinik (cu 2 tunuri de calibrul 37 mm și 2 mitraliere de calibrul 8 mm) și Dunajec alături de Tyniec (cu câte o pereche de mitraliere). Acestea au fost de asemenea dotate cu blindaje de 8 mm în jurul sălilor mașinilor, precum și blindaje de 5 mm care să protejeze suprastructurile și puntea. Câte două mitraliere montate pe trepiede și protecții executate cu până la 30 de saci de nisip, au intrat în dotarea altor vase cu aburi.

## Primul Război Mondial

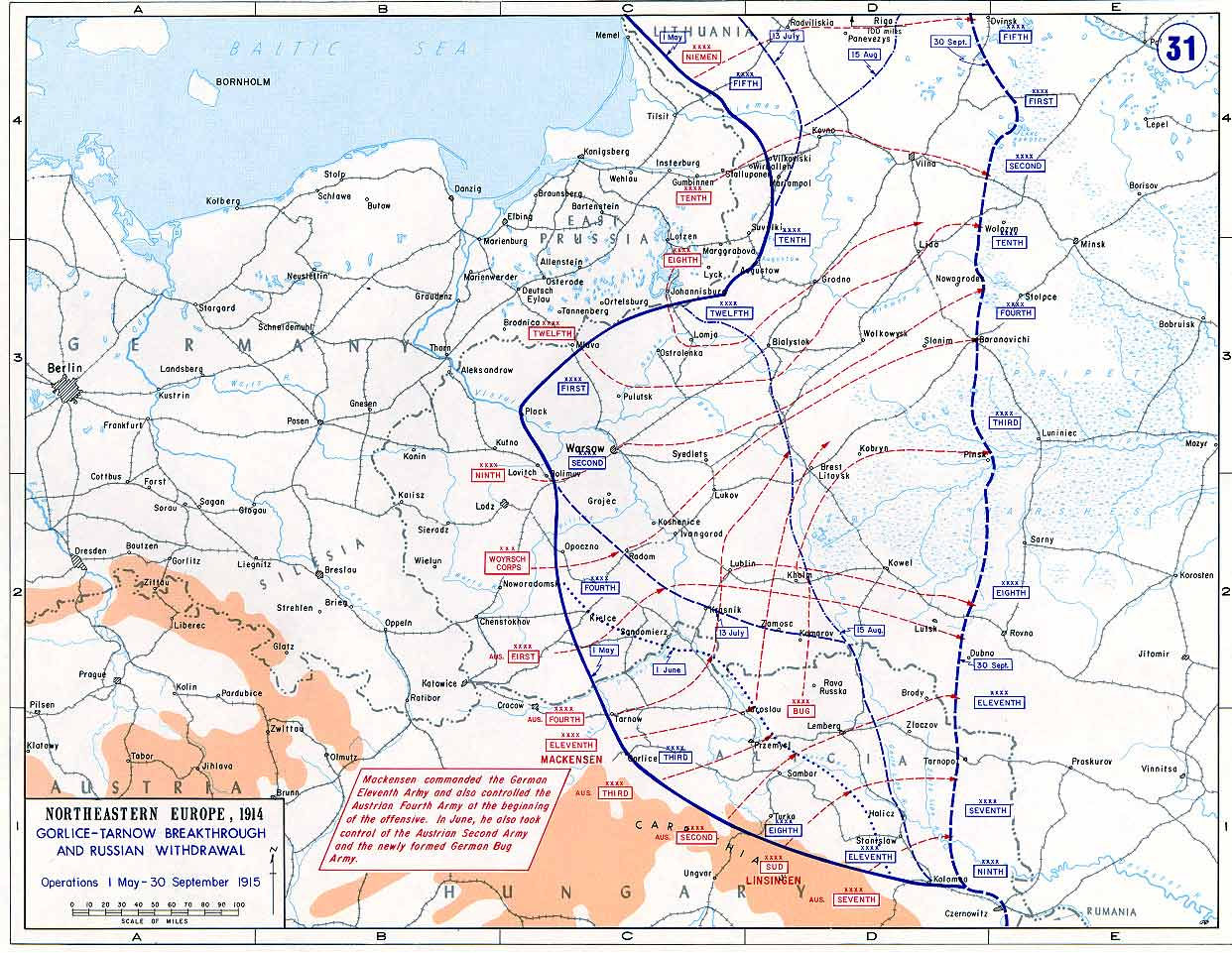
Frontul de Est în 1915 în timpul Ofensivei Gorlice–Tarnów

La 30 iulie 1914 flotila a fost pusă pe picior de război, urmând ca împreună cu Freiwillige Motorboot-Korps din Imperiul German, să asigura pe Vistula în Galiția austriacă, protecția navigației față de atacurile trupelor ruse.
După alungarea trupelor ruse din teritoriul polonez în 1915, operațiile flotilei s-au extins spre nord, pentru a asigura protecția vaselor de aprovizionare ale trupelor Puterilor Centrale, care operau la est de râu.
În martie 1916, șapte șalupe au fost adăugate flotilei: Alpha, Gamma, Dora, Ida, Cb der Enns, Hedwig și Gott mit uns, alături de vasele Sava și Danubius, capturate de la Serbia.